# Gare de Belvedere
La gare de Belvedere (en anglais : Belvedere railway station), est une gare ferroviaire de la North Kent Line (en), en zone 5 Travelcard. Elle  est située sur la Station Road à Belvedere, dans le borough londonien de Bexley, sur le territoire du Grand Londres.
C'est une gare Network Rail desservie par des trains Southeastern.

## Situation ferroviaire
Établie à 1 mètre d'altitude, La gare de Belvedere est située sur la North Kent Line (en), entre les gares d'Abbey Wood, en direction du terminus Lewisham, et d'Erith, en direction du terminus gare de Rochester (en). Elle dispose de deux voies encadrées par deux quais latéraux.

Plans : de la ligne et du réseau des transports à Londres
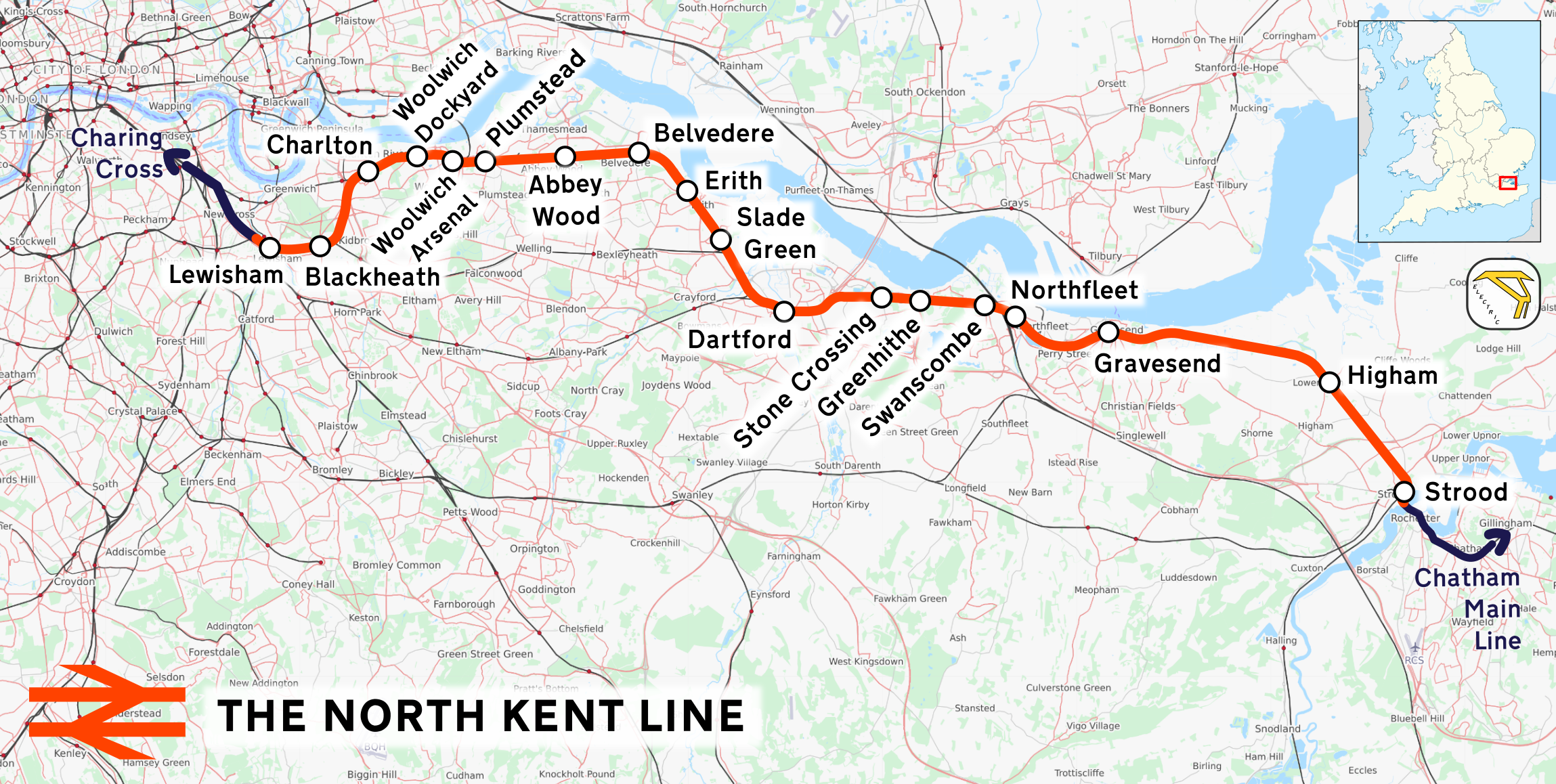
North Kent Line.
Réseaux de Londres.

## Histoire
La gare de Belvedere est mise en service en mars 1859.

## Service des voyageurs

### Accueil
La gare dispose d'une entrée principale sur la Station Road à Belvedere.

### Desserte
La gare de Belvedere est desservie par : des trains Southeastern en provenance ou à destination des gares de : Cannon Street, Charing Cross, Dartford, Eltham et Sidcup.

Installations
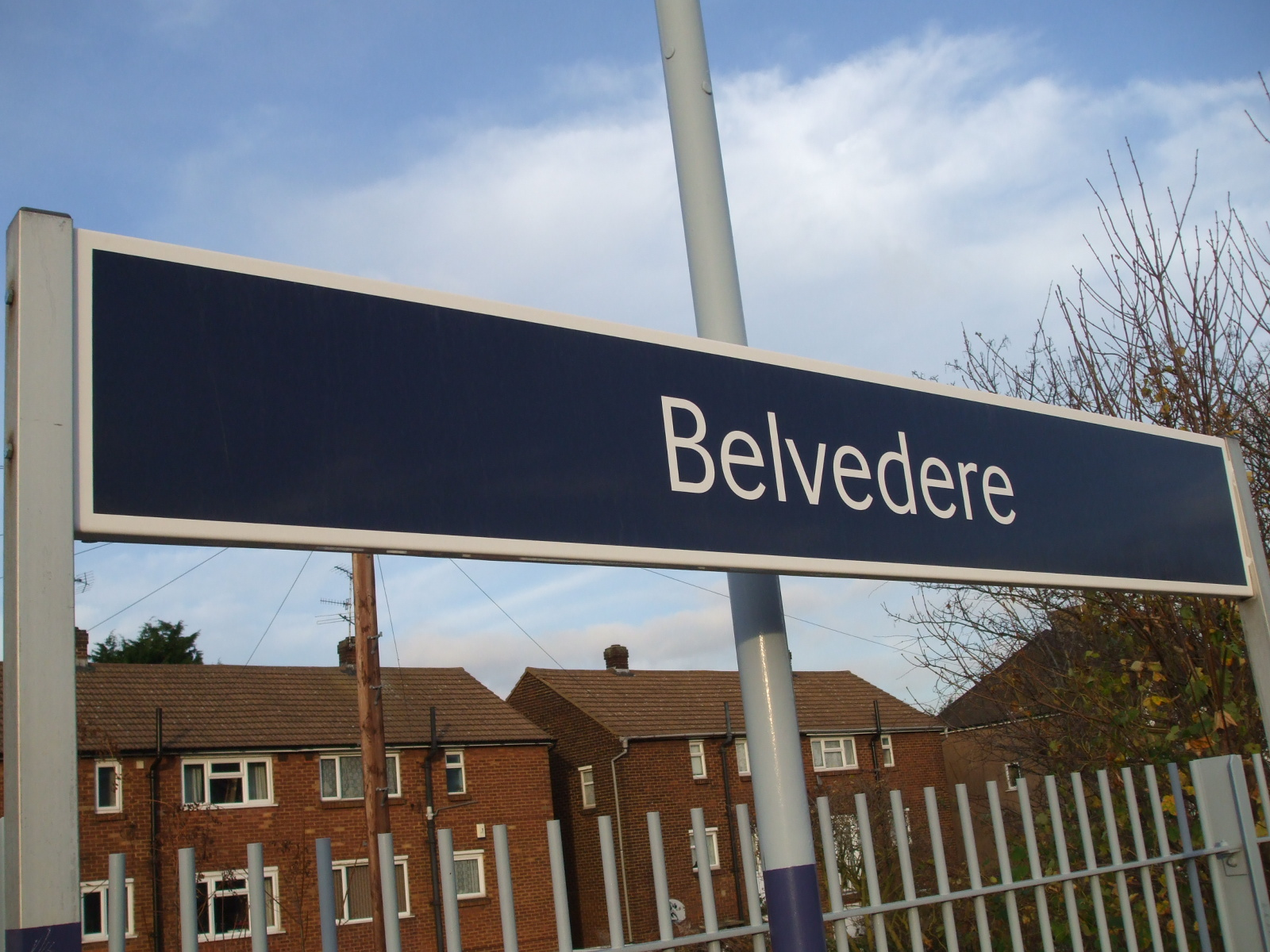
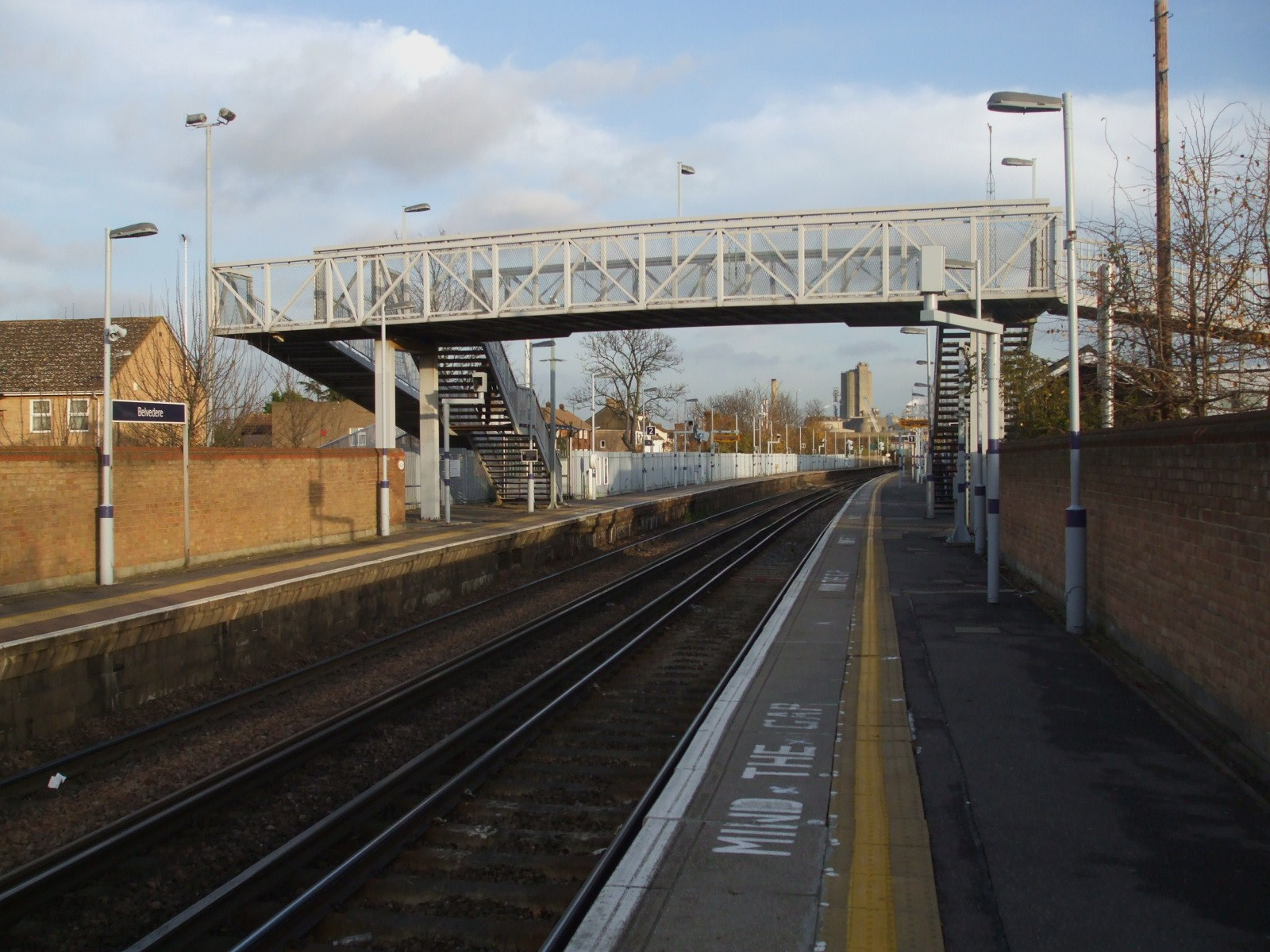
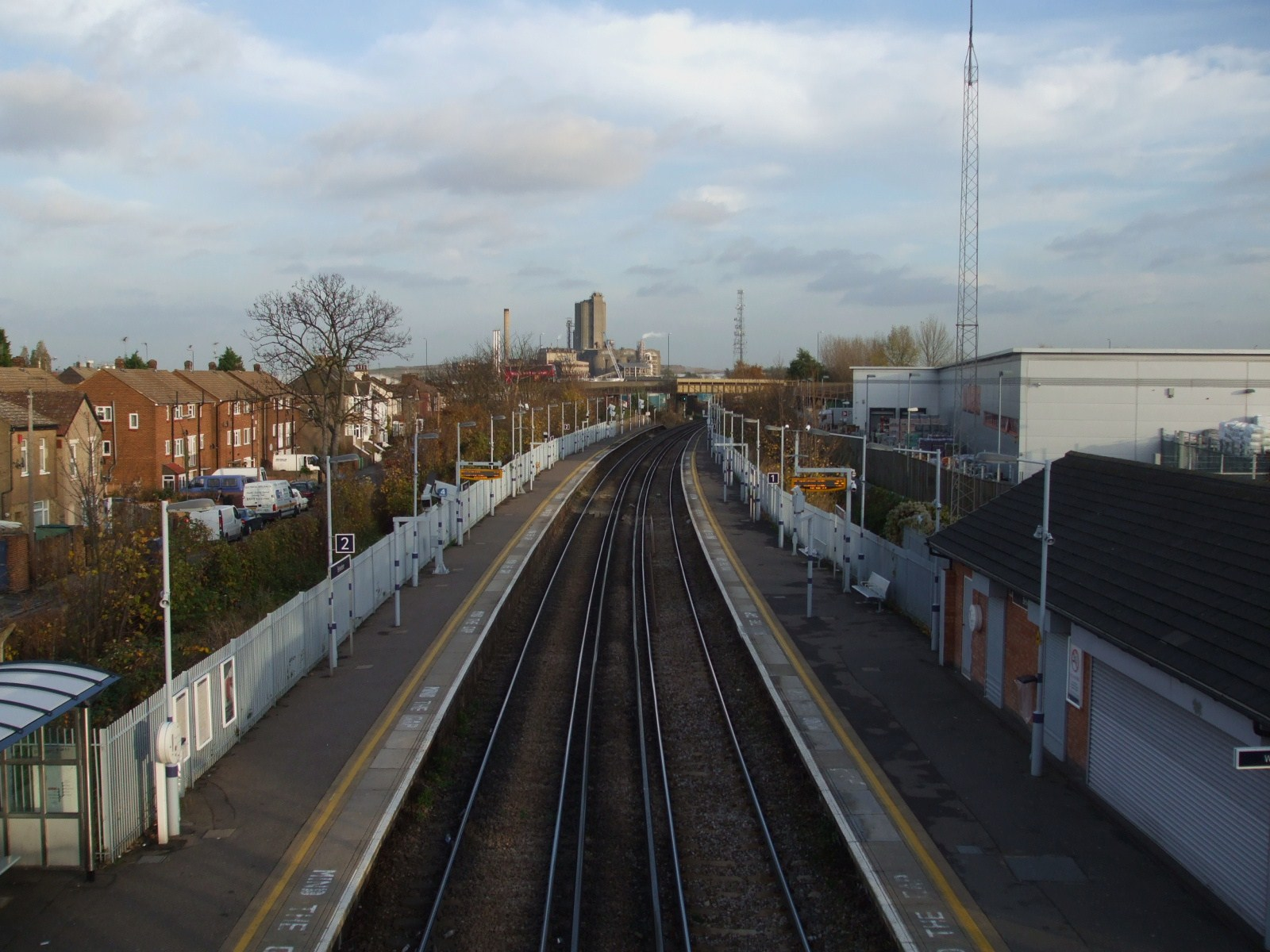

### Intermodalité
À environ 200 mètres à pied en direction du sud, sur la Lower road, un arrêt est desservi par des autobus de Londres des lignes : 229, 401, 469, 601, 602 et 669.